# Студенець-при-Кртині
Студенець-при-Кртині (словен. Studenec pri Krtini) — поселення в общині Домжале, Осреднєсловенський регіон, Словенія. 
Висота над рівнем моря: 315,6 м.